# Concerto per violoncello
Un concerto per violoncello e orchestra, o semplicemente concerto per violoncello, è un concerto in cui lo strumento solista è il violoncello accompagnato dall'orchestra o, più raramente, da un più piccolo ensemble di strumenti. In quest'ultimo caso, con l'accompagnamento per esempio di un'orchestra d'archi, si tratta di musica da camera.
L'evoluzione dei concerti per violoncello segue circa parallelamente l'evoluzione dello strumento stesso e della sua tecnica strumentale. Sin dal XVII secolo, vengono scritti concerti per questo strumento. Tuttavia, a differenza del violino, fino alla fine del XVIII secolo era consuetudine che il violoncello suonasse parti di accompagnamento e le parti più melodiche nello stesso registro venivano affidate a strumenti della famiglia della viola da gamba. Perciò, pochi furono i concerti di rilievo per questo strumento prima del XIX secolo, particolarmente nell'area tedesca dell'Europa, rispetto a quelli che nello stesso periodi venivano scritti per altri strumenti ad arco – con le notabili eccezioni di Vivaldi, Carl Philipp Emanuel Bach, Joseph Haydn e Boccherini. Nella musica romantica e tardoromantica questo strumento ottiene pieno riconoscimento come strumento solista e vengono scritti molti concerti per violoncello (Schumann, Saint-Saëns, Dvořák). Da allora, il pieno riconoscimento del violoncello come strumento solista maturò, successivamente favorito anche dallo sviluppo della tecnica violoncellistica e per ciò dall'apporto di esecutori sempre migliori. Un esempio è il violoncellista Pau Casals: dopo la sua registrazione delle suite per violoncello solo il repertorio per violoncello solo nella prima metà del XX secolo crebbe a dismisura: fra il 1900 e il 1960 furono stampate oltre 160 composizioni per violoncello, di cui molti concerti per violoncello. Così i concerti per violoncello sono diventati sempre più frequenti nella letteratura musicale: molti compositori del secondo dopoguerra ne hanno scritto almeno uno, assieme ai più frequenti concerti per pianoforte e violino.

## Principali concerti per violoncello

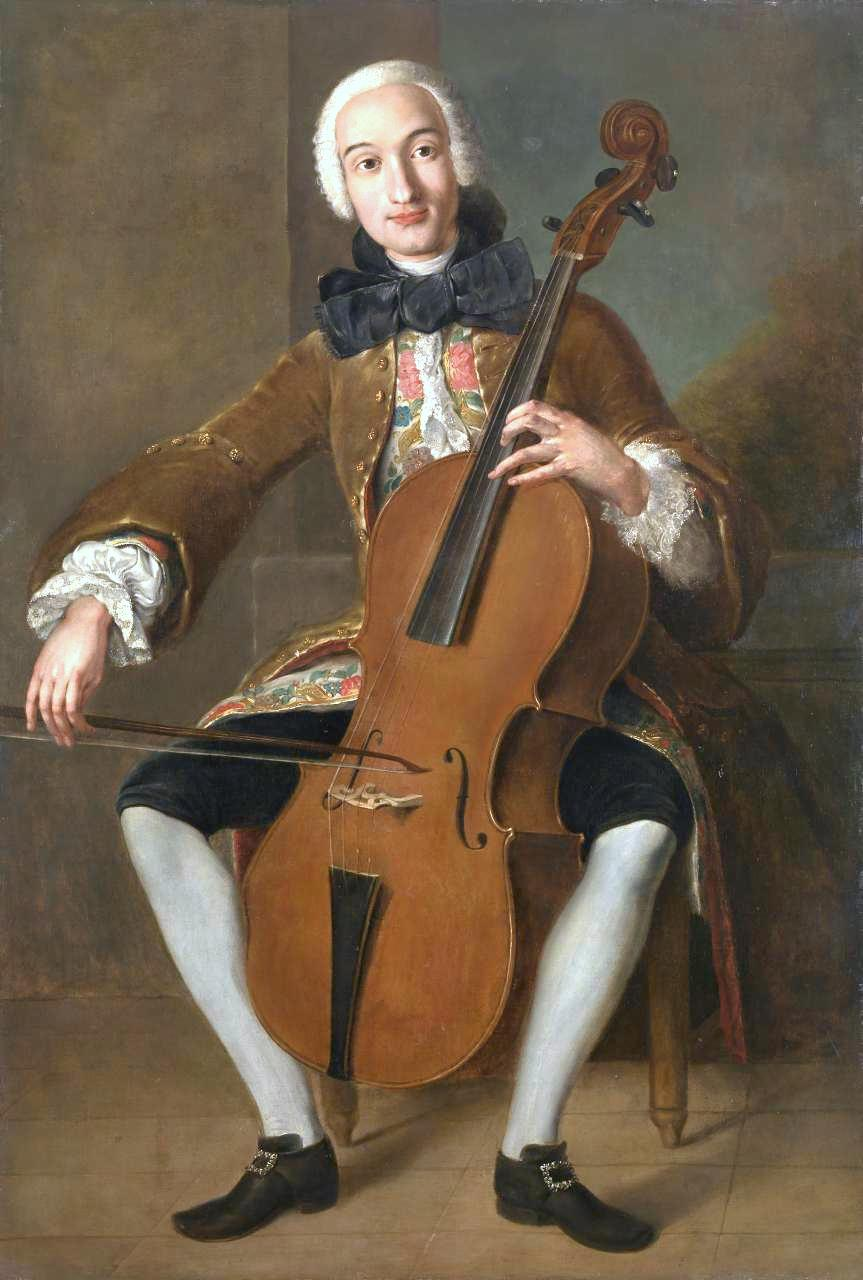
Luigi Boccherini

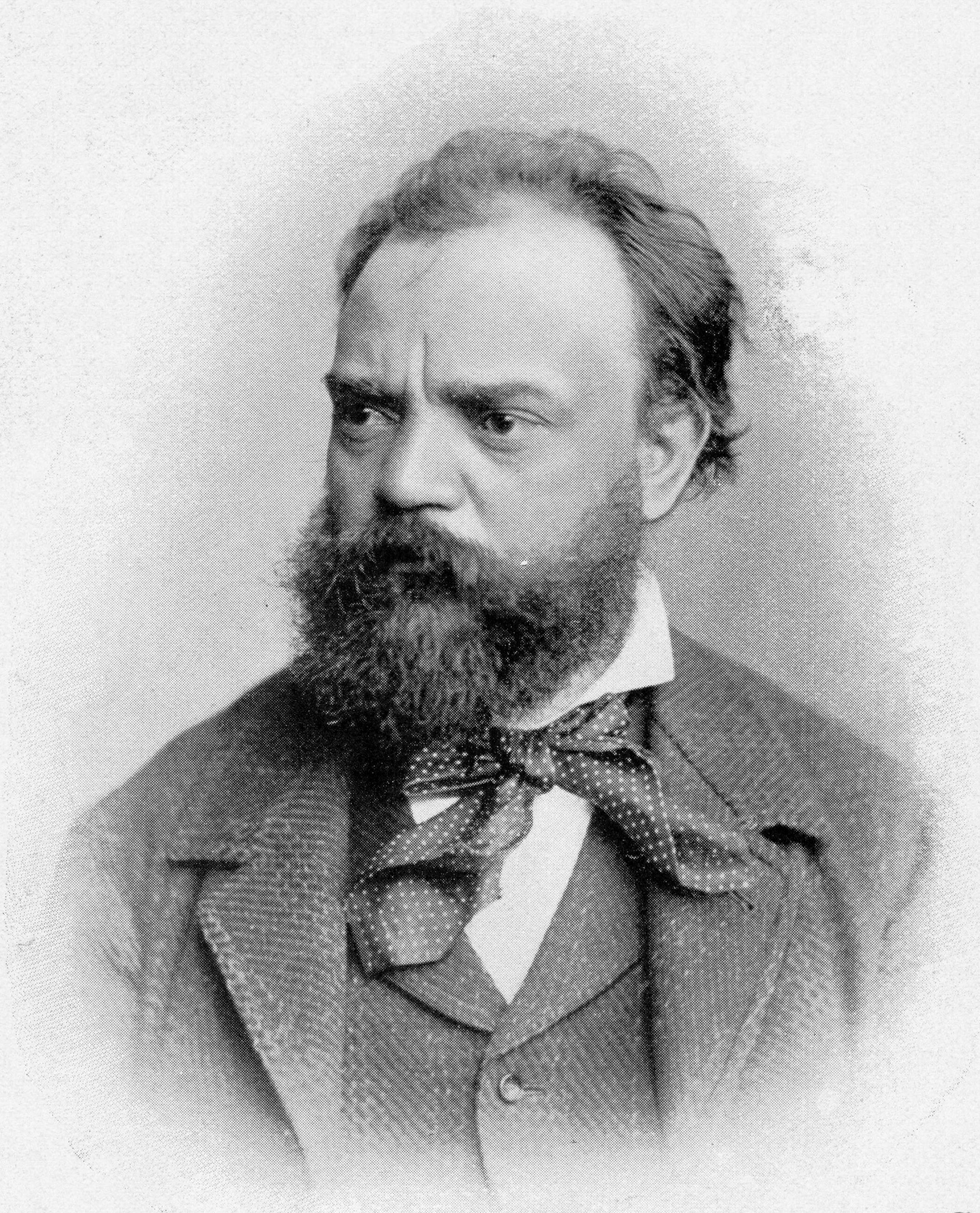
Antonín Dvořák

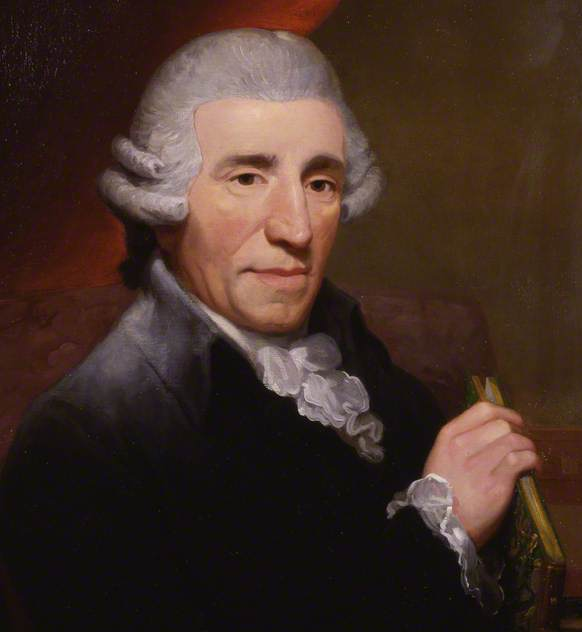
Haydn

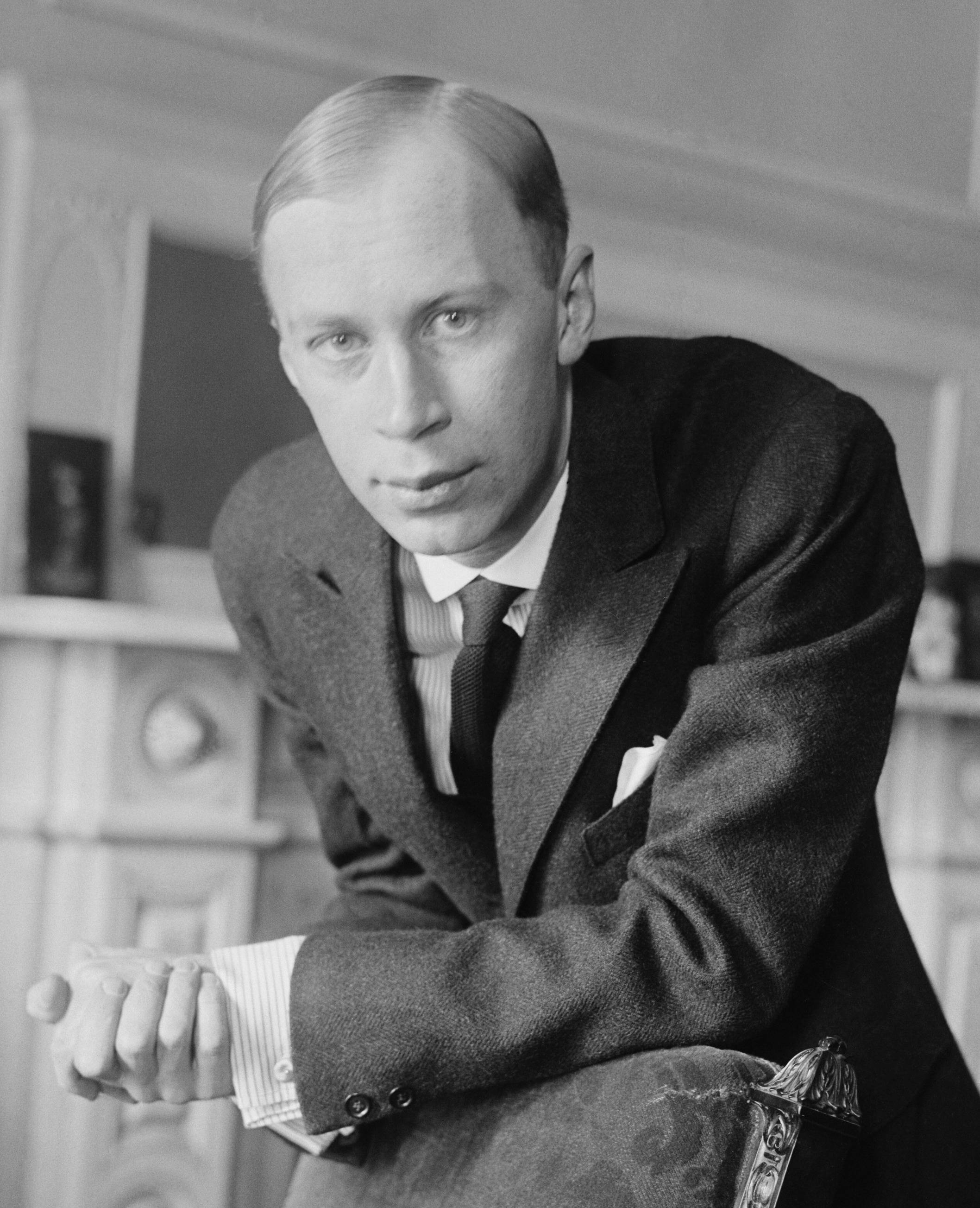
Prokofiev

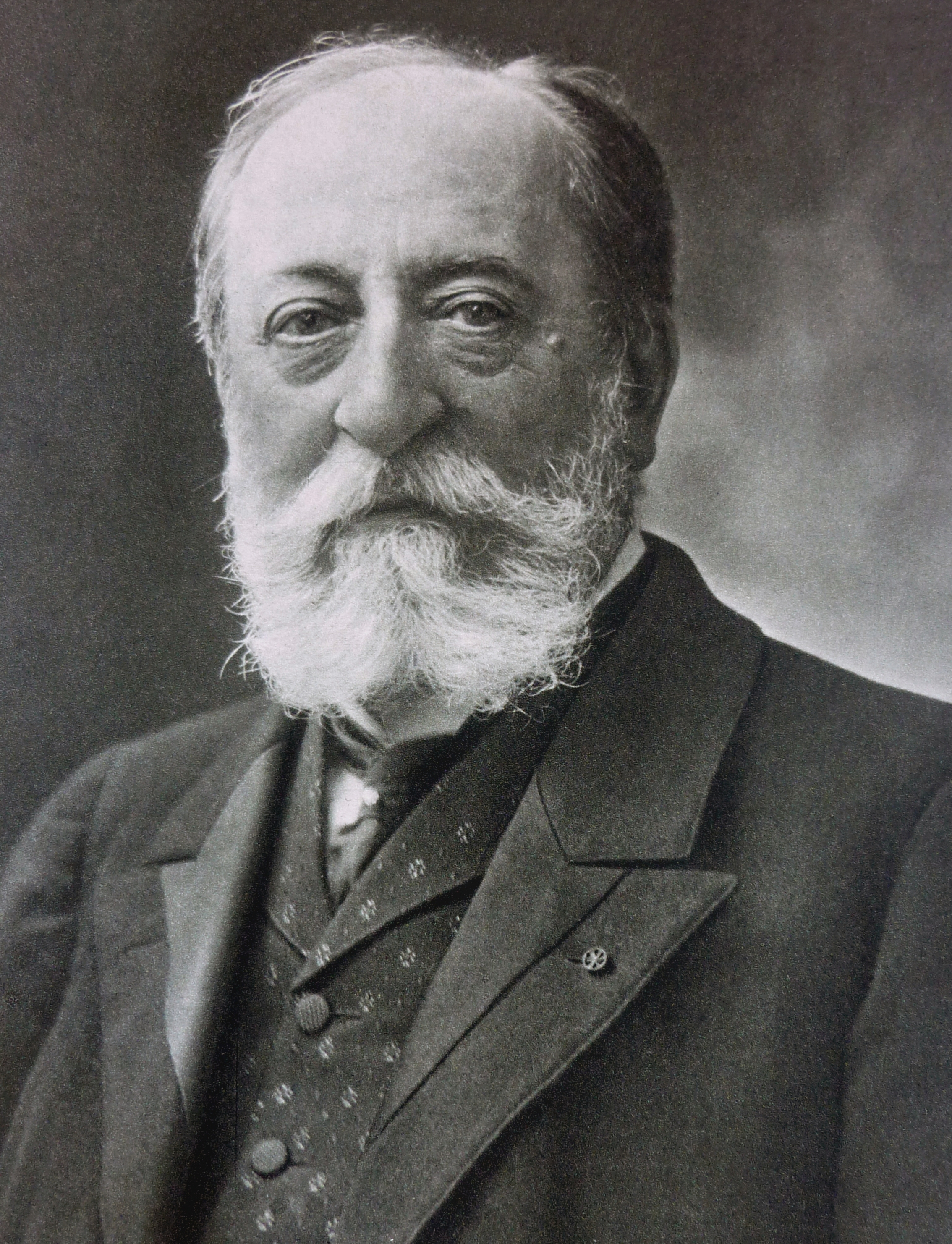
Saint-Saëns

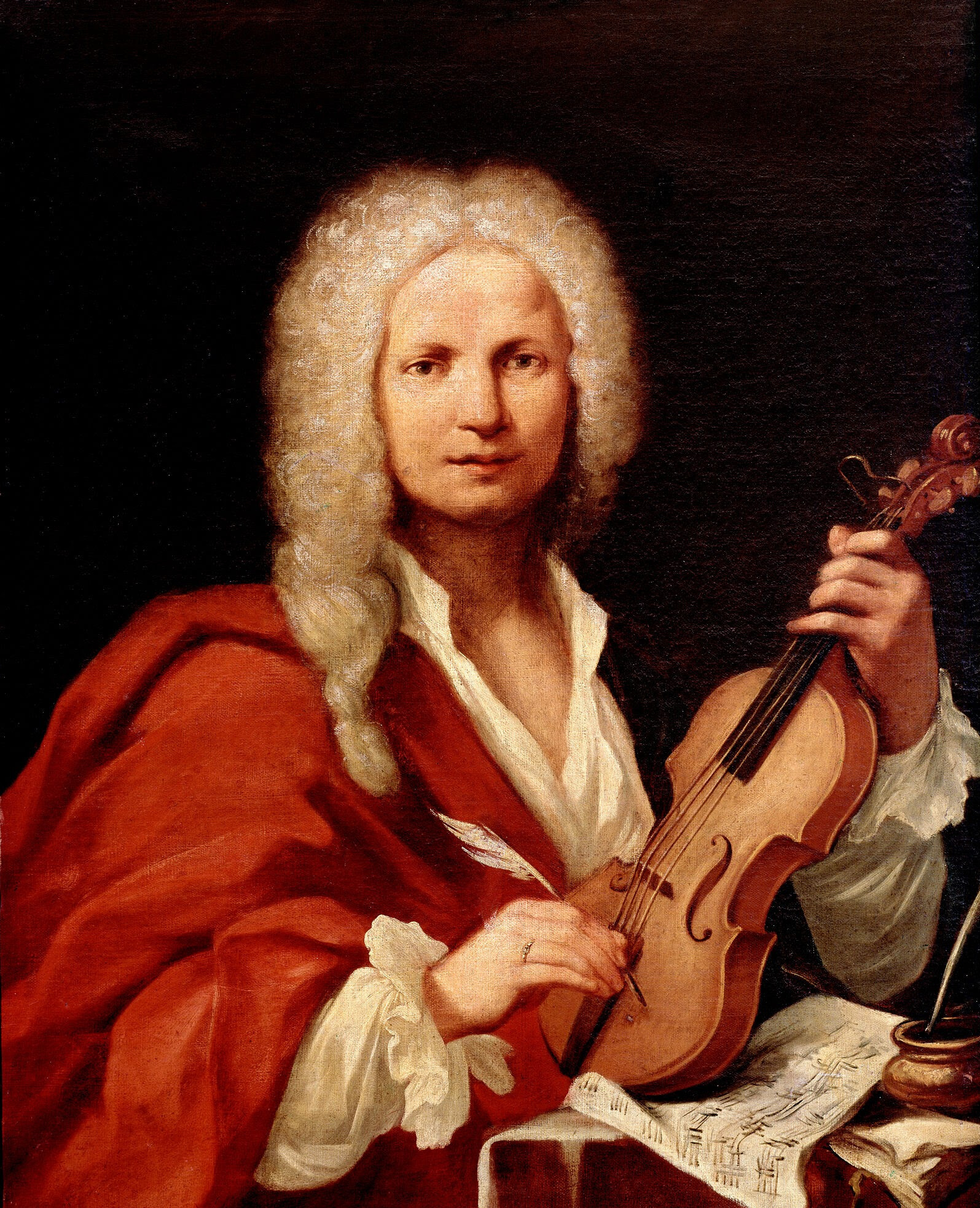
Presunto ritratto di Antonio Lucio Vivaldi, Bologna

- Carl Philipp Emanuel Bach (1714-1788)

Concerto per violoncello in la maggiore
Concerto per violoncello in la minore
Concerto per violoncello in si bemolle maggiore
- Samuel Barber (1910-1981)

Concerto per violoncello in la minore op. 22 (1945)
- Luigi Boccherini (1743-1805) Luigi Boccherini

Concerto n. 1 in mi bemolle maggiore G. 474
Concerto n. 2 in la maggiore G. 475
Concerto n. 3 in mi maggiore G. 476
Concerto n. 4 in do maggiore G. 477
Concerto n. 5 in mi maggiore G. 478
Concerto n. 6 in mi maggiore G. 479
Concerto n. 7 in sol maggiore G. 480
Concerto n. 8 in do maggiore G. 481
Concerto n. 9 in si bemolle maggiore G. 482
Concerto n. 10 in mi maggiore G. 483
Concerto n. 11 in do maggiore G. 573
- Jean-Baptiste Bréval:

n. 1, la, Op. 14 (1784);
n. 2, re, Op. 17 (1784);
n. 3, fa, Op. 20 (1785);
n. 4, do, Op. 22 (1786);
n. 5, Op. 24 (1786);
n. 6, do, Op. 26 (1786);
n. 7, la, Op. 35 (c1794)
- Max Bruch (1838-1920)

Kol Nidrei, op. 47, per violoncello e orchestra.
- Henri Dutilleux

Tout un Monde Lointain... (1970)
- Antonín Dvořák (1841-1904)

Concerto per violoncello e orchestra in la maggiore  B.10, pubblicato postumo
Concerto per violoncello e orchestra in si minore op. 104 (1895)
- Edward Elgar

Concerto per violoncello e orchestra in Mi minore, op. 85 (1918-19)
- George Enescu

Sinfonia concertante, Op. 8
- Gerald Finzi

Concerto per violoncello, Op. 40 (1955)
- Joseph Haydn

Concerto per violoncello n. 1 in do maggiore (1761-65)
Concerto per violoncello n. 2 in re maggiore (1783)
- Paul Hindemith

Concerto per violoncello in mi bemolle maggiore, Op. 3 (1916)
Kammermusik n. 3 per violoncello e 10 strumenti, Op. 36/2 (1925)
Concerto per violoncello e orchestra in Sol maggiore (1940)
- Arthur Honegger

Concerto per violoncello e orchestra in do maggiore H 72 (1929)
- Dmitri Kabalevsky

Concerto per violoncello n. 1 in sol minore, Op. 49 (1949)
Concerto per violoncello n. 2 in do minore, Op. 77 (1964)
- Aram Khachaturian (1903-1978)

Concerto per violoncello in mi minore.
Concerto-rapsodia in mi minore.
- Édouard Lalo

Concerto per violoncello e orchestra in Re minore (1876)
- György Ligeti

Concerto per violoncello (1966)
- Witold Lutosławski

Concerto per violoncello (1969–70)
- Nikolai Myaskovsky

Concerto per violoncello in do minore, Op. 66 (1944)
- Krzysztof Penderecki

Concerto per violoncello n. 1 (1972)
Concerto per violoncello n. 2 (1982)
- Sergei Prokofiev

Concerto per violoncello, Op. 58
Sinfonia concerto, Op. 125 (revisione della op.58)
Concertino per violoncello in sol minore, Op. 132 (incompleto) (1952)
- Bernhard Romberg

Opus 2, Concerto n. 1 in si bemolle maggiore, per violoncello ed orchestra
Opus 3, Grand Concerto n. 2 in re maggiore, per violoncello ed orchestra
Opus 6, Concerto n. 3 in sol maggiore, per violoncello ed orchestra
Opus 7, Concerto per violoncello n. 4 in mi minore
Opus 30, Concerto n. 5 in fa diesis minore per violoncello ed orchestra
Opus 31, Concerto n. 6 in fa maggiore (Militaire) per violoncello ed orchestra
Opus 44, Concerto n. 7 in do maggiore (Suisse) per violoncello ed orchestra
Opus 48, Concerto n. 8 in la maggiore (Brillant) per violoncello ed orchestra
Opus 56 , Grand Concerto n. 9 in si minore per violoncello ed orchestra
Opus 75, Concerto n. 10 in mi maggiore (Brillant), per violoncello ed orchestra
- Camille Saint-Saëns

Concerto per violoncello n. 1 in la minore, Op. 33 (1872)
Concerto per violoncello n. 2 in mi minore, Op. 119 (1902)
- Robert Schumann

Concerto per violoncello in la minore, Op. 129 (1850)
- Dmitrij Dmitrievič Šostakovič

Concerto per violoncello n. 1, Op. 107 (1959)
Concerto per violoncello n. 2, Op. 126 (1966)
- Giuseppe Tartini

Concerto per violoncello in do minore
Concerto per violoncello in mi maggiore
- Henri Vieuxtemps

Concerto per violoncello in la minore, Op. 46
Concerto per violoncello in si minore, Op. 50
- Heitor Villa-Lobos

Concerto per violoncello n. 1
Concerto per violoncello n. 2
- Antonio Vivaldi Presunto ritratto di Antonio Lucio Vivaldi, Bologna

Concerto per violoncello RV 398 in do maggiore
Concerto per violoncello RV 400 in do maggiore
Concerto per violoncello RV 401 in do maggiore
Concerto per violoncello RV 402 in do minore
Concerto per violoncello RV 403 in mi maggiore
Concerto per violoncello RV 404 in mi maggiore
Concerto per violoncello RV 405 in mi minore
Concerto per violoncello RV 406 in mi minore
Concerto per violoncello RV 407 in mi minore
Concerto per violoncello RV 408 in mi bemolle maggiore
Concerto per violoncello RV 410 in fa maggiore
Concerto per violoncello RV 411 in fa maggiore
Concerto per violoncello RV 412 in fa maggiore
Concerto per violoncello RV 413 in sol maggiore
Concerto per violoncello RV 414 in sol maggiore
Concerto per violoncello RV 415 in sol maggiore
Concerto per violoncello RV 416 in sol minore
Concerto per violoncello RV 417 in sol minore
Concerto per violoncello RV 418 in la minore
Concerto per violoncello RV 419 in la minore
Concerto per violoncello RV 420 in la minore
Concerto per violoncello RV 421 in la minore
Concerto per violoncello RV 422 in la minore
Concerto per violoncello RV 423 in si bemolle maggiore
Concerto per violoncello RV 424 in si minore
Concerto per violoncello e fagotto RV 409 in mi minore
Concerto per 2 violoncelli, archi e basso continuo
- William Walton

Concerto per violoncello (1956)

### Altre opere per violoncello concertante
- Ludwig van Beethoven

Concerto triplo per pianoforte, violino e violoncello in do maggiore
- Ernest Bloch

Schelomo, Rapsodia ebraica per violoncello e grande orchestra
- Johannes Brahms

Concerto doppio in la minore per violino e violoncello, Op. 102
- Benjamin Britten

Sinfonia per violoncello (1963)
- Max Bruch

Kol Nidrei
- Antonín Dvořák

Rondo in sol minore, Op. 94, 1893
La calma del bosco, Op. 68, n. 5
- Gabriel Fauré

Elégie per violoncello e orchestra, Op. 24
- Olivier Messiaen

Concerto a quattro per pianoforte, violoncello, flauto e oboe (1990-1992)
- Richard Strauss

Don Chisciotte
- Pëtr Il'ič Čajkovskij (1840-1893)

Variazioni su un tema rococò per violoncello e orchestra, op. 33